# 穆希亚
穆希亚（/muˈʃia̝/）是西班牙加利西亚自治区拉科鲁尼亚省的一个市镇。总面积121.2km², 总人口4852人（2017年），人口密度40人/km²。

## 人口
| 穆希亚历史人口变化图                                       |
|                                                            |
| 来源：西班牙国家统计局（1900-1991年，实际人口）（2000年-） |

## 政治
| 政党                             | 2011年 | 2011年 | 2015年 | 2015年 |
| 政党                             | %      | 议席   | 议席   | %      |
| 加利西亚工人社会党（PSdeG-PSOE） | 57.67  | 8      | 9      | 67.86  |
| 加利西亚人民党（PP）             | 34.07  | 4      | 3      | 21.79  |
| 加利西亚民族主义集团（BNG）      | 7.45   | 1      | 1      | 9.57   |

## 图集

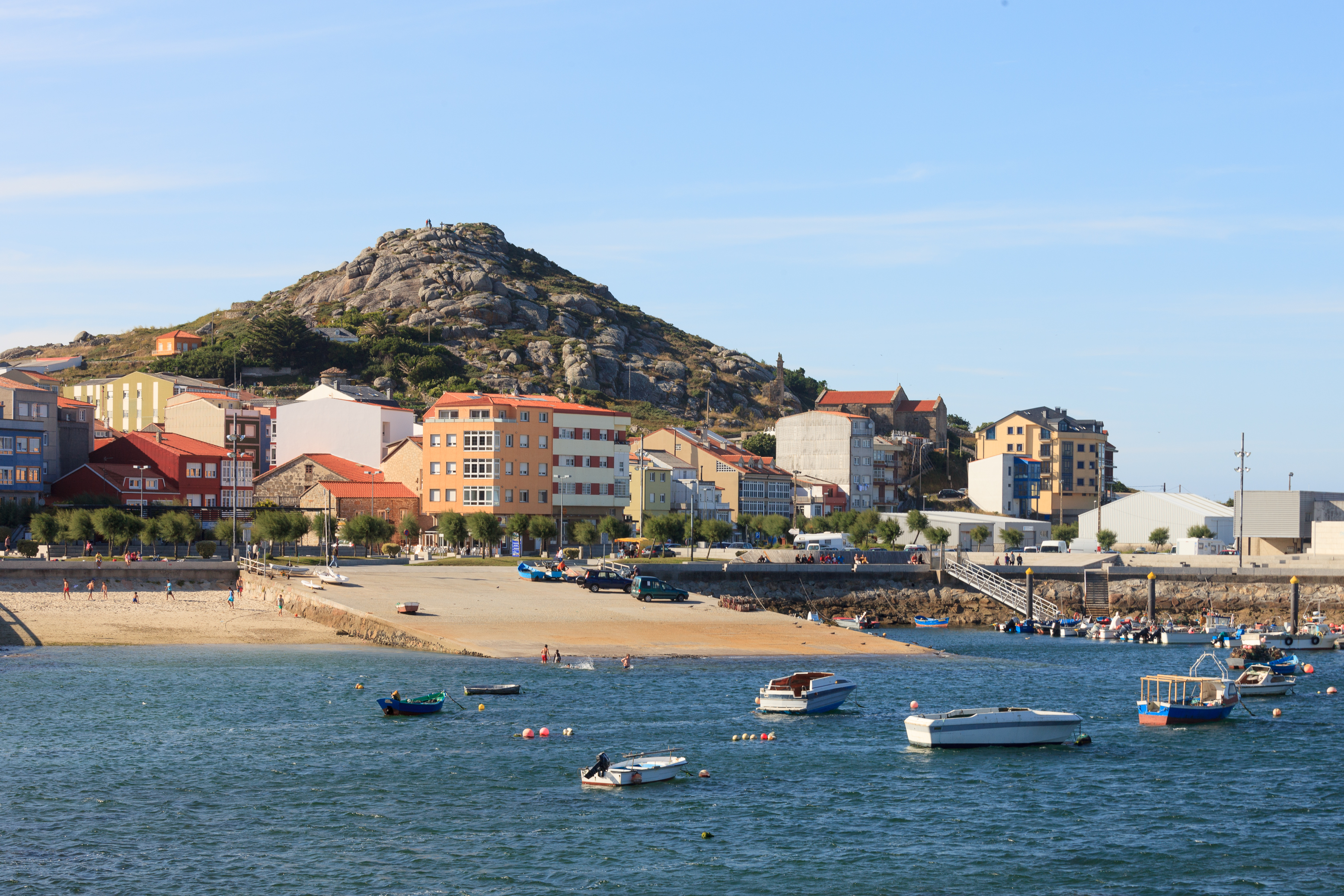
2014年
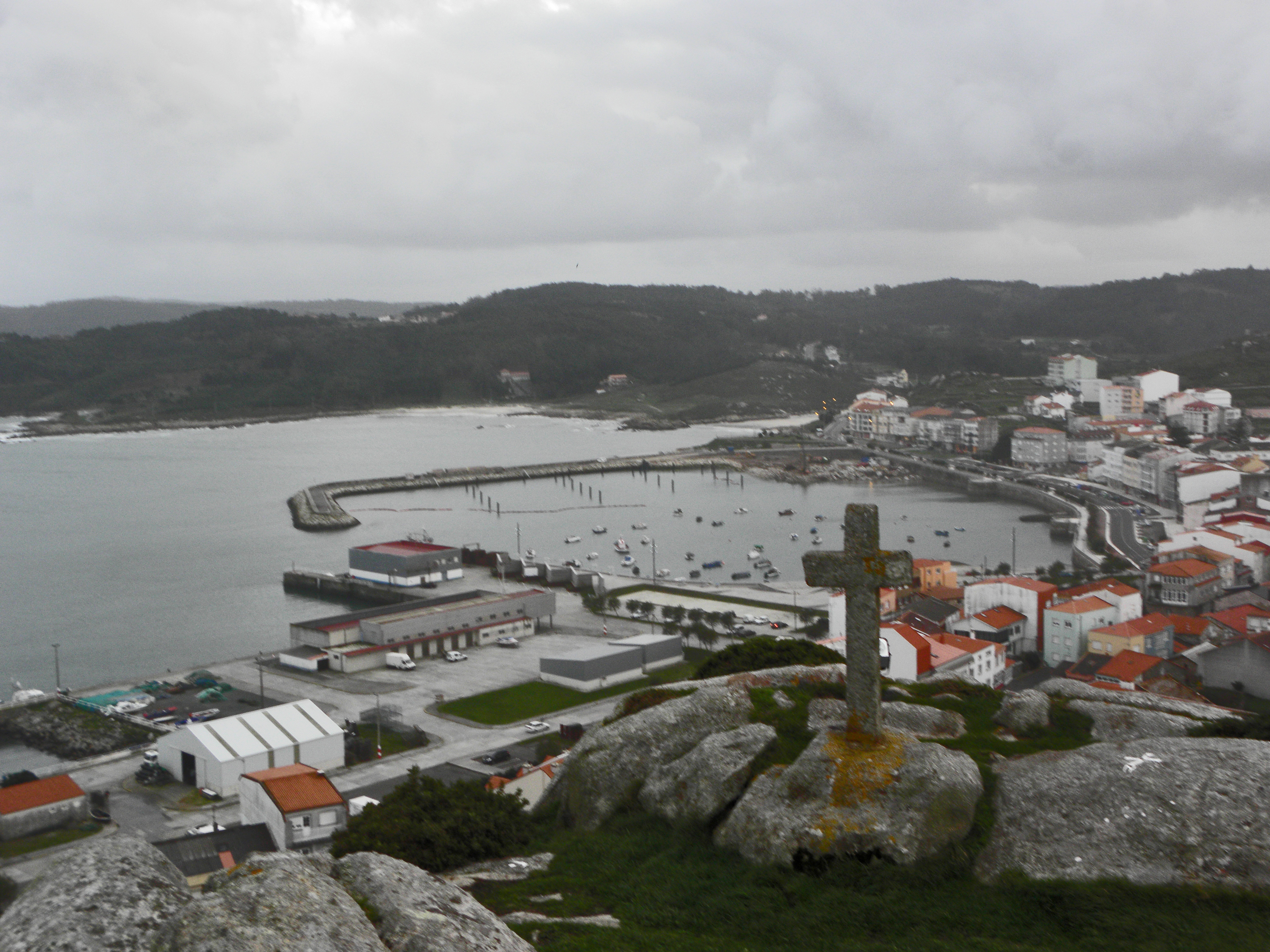
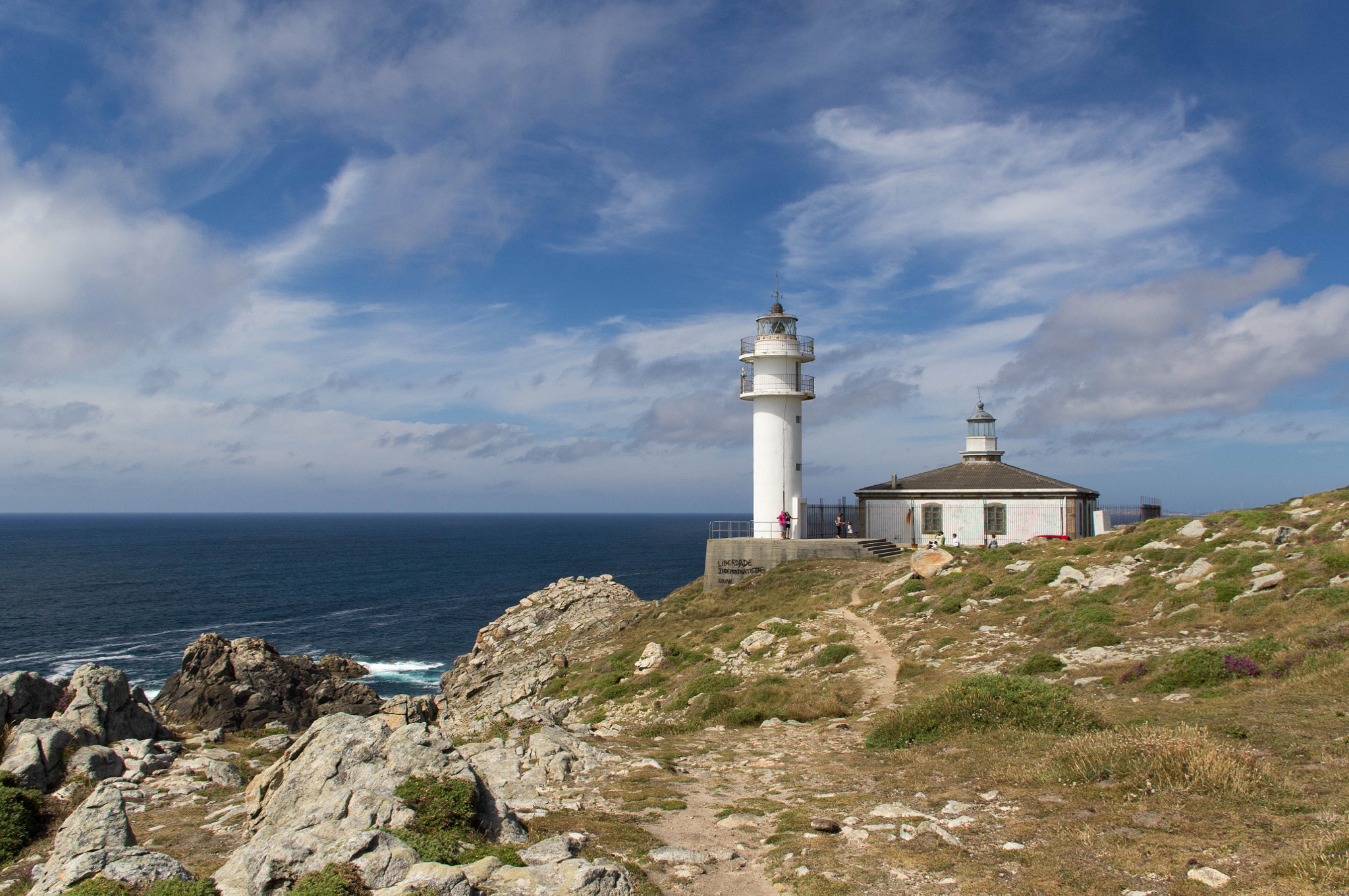
灯塔
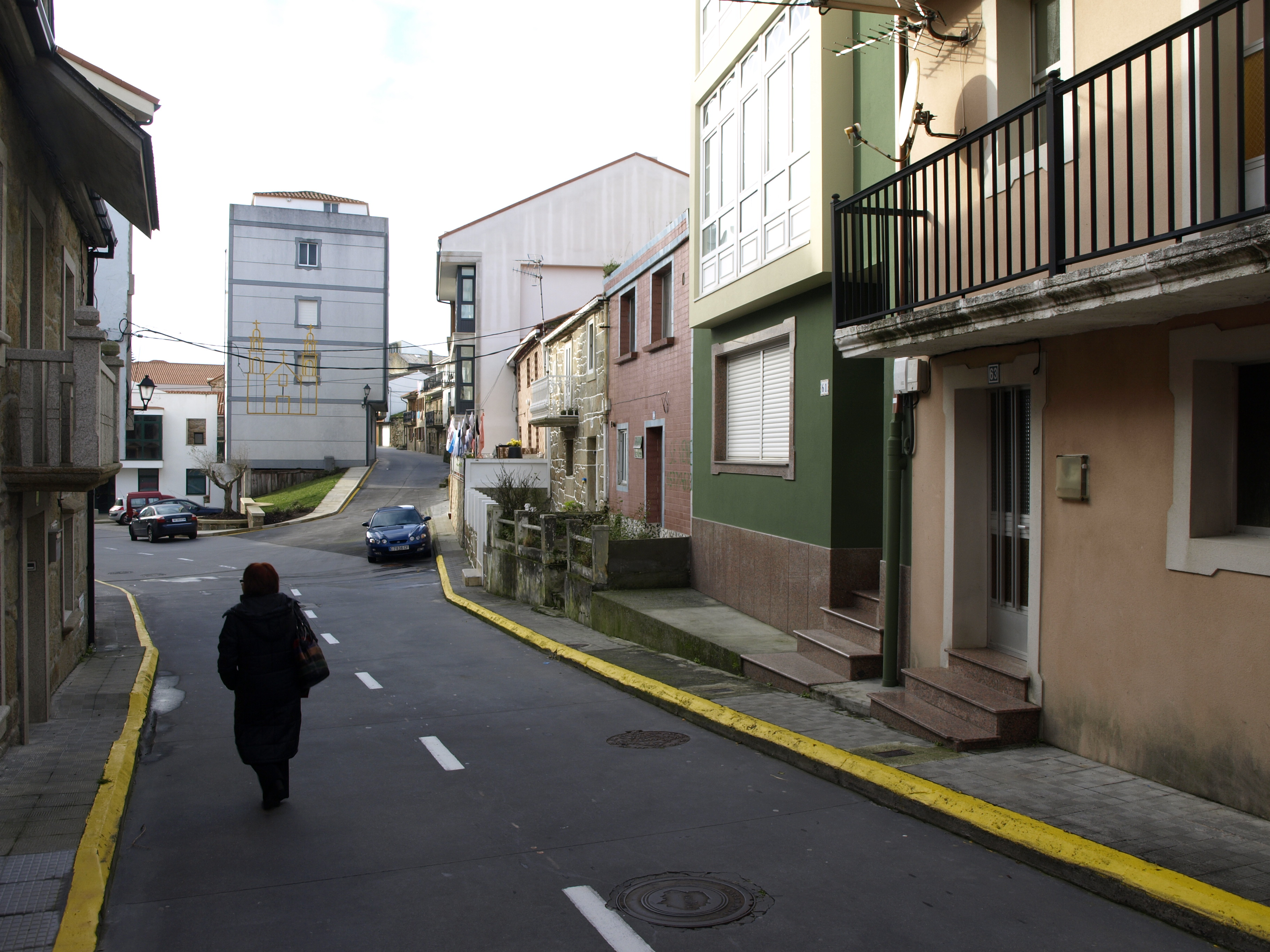
街道
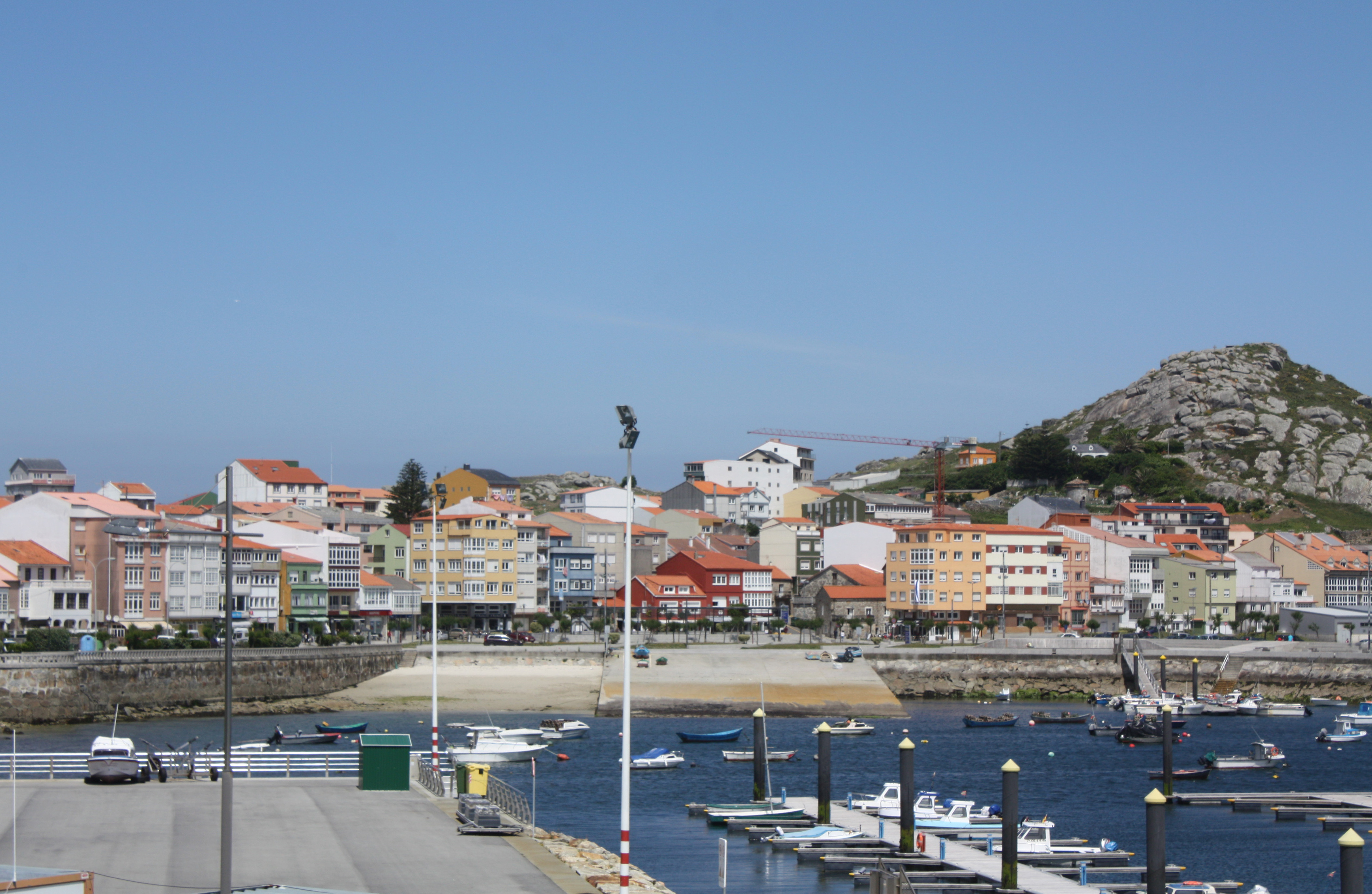